# Episodi di Lassie (serie televisiva 1954) (ottava stagione)
Gli episodi della ottava stagione di Lassie sono stati trasmessi per la prima volta negli USA tra il 10 settembre 1961 e il 27 maggio 1962. La stagione fa parte di "The Martin years" in quanto Lassie è di proprietà della famiglia Martin; è stata girata in bianco e nero.
| n° | Titolo originale              | Titolo italiano | Prima TV USA      | Prima TV Italia |
| -- | ----------------------------- | --------------- | ----------------- | --------------- |
| 1  | Lassie at the Grand Canyon    |                 | 10 settembre 1961 |                 |
| 2  | The Bloodhound                |                 | 17 settembre 1961 |                 |
| 3  | The Misterious Intruder       |                 | 24 settembre 1961 |                 |
| 4  | The Badger Game               |                 | 1º ottobre 1961   |                 |
| 5  | The Outlaw                    |                 | 8 ottobre 1961    |                 |
| 6  | The Winner                    |                 | 15 ottobre 1961   |                 |
| 7  | Head Wave                     |                 | 22 ottobre 1961   |                 |
| 8  | The Deer                      |                 | 29 ottobre 1961   |                 |
| 9  | Lassie Adopts the Fire Chief  |                 | 5 novembre 1961   |                 |
| 10 | The Pied Piper                |                 | 12 novembre 1961  |                 |
| 11 | Joey                          |                 | 19 novembre 1961  |                 |
| 12 | The Dognappers                |                 | 26 novembre 1961  |                 |
| 13 | Lassie's Wild Baby            |                 | 3 dicembre 1961   |                 |
| 14 | The Dove                      |                 | 17 dicembre 1961  |                 |
| 15 | Yochim's Christmas            |                 | 24 dicembre 1961  |                 |
| 16 | The Parrot                    |                 | 31 dicembre 1961  |                 |
| 17 | Lassie's Protege              |                 | 7 gennaio 1962    |                 |
| 18 | The Black Sheep               |                 | 14 gennaio 1962   |                 |
| 19 | The Partnership               |                 | 21 gennaio 1962   |                 |
| 20 | The Hike                      |                 | 28 gennaio 1962   |                 |
| 21 | Bird of Prey                  |                 | 4 febbraio 1962   |                 |
| 22 | Casey                         |                 | 11 febbraio 1962  |                 |
| 23 | The Odyssey I                 |                 | 18 febbraio 1962  |                 |
| 24 | The Odyssey II                |                 | 25 febbraio 1962  |                 |
| 25 | The Odyssey III               |                 | 4 marzo 1962      |                 |
| 26 | Double Trouble                |                 | 11 marzo 1962     |                 |
| 27 | Eager Beaver                  |                 | 18 marzo 1962     |                 |
| 28 | Lassie and the Eagle          |                 | 25 marzo 1962     |                 |
| 29 | The Vindication Of Relentless |                 | 1º aprile 1962    |                 |
| 30 | The Unwanted                  |                 | 8 aprile 1962     |                 |
| 31 | The Musher                    |                 | 15 aprile 1962    |                 |
| 32 | Lassie's Good Deep            |                 | 29 aprile 1962    |                 |
| 33 | Santuary                      |                 | 6 maggio 1962     |                 |
| 34 | Lassie and the Calf           |                 | 13 maggio 1962    |                 |
| 35 | Elephant Sitter               |                 | 20 maggio 1962    |                 |
| 36 | Lassie and the Tiger          |                 | 27 maggio 1962    |                 |